# Fjernøstlige føderale distrikt
Det Fjernøstlige føderale distrikt (russisk: Дальневосто́чный федера́льный о́круг) er et af de syv føderale distrikter i Rusland. Distriktet har en befolkning på 6.182.679 personer (2017) og har en størrelse på 6.215.900 km² – hvilket gør det til det arealmæssigt største af de syv russiske føderale distrikter. Befolkningstætheden bliver således lidt under 1 indbygger pr. km².
Hovedparten af befolkningen er etniske russere og ukrainere. 75% af befolkningen bor i byer, hvoraf de 2 største er Vladivostok (595.000 indbyggere) og Khabarovsk (583.000 indbyggere).
Distriktet blev oprettet i år 2000. Lederen af distriktet er for tiden Oleg Safonov.
Den 15. juli 2022 blev den første højhastighedsmotorvej åbnet i det fjernøstlige føderale distrikt. Det forenede tre føderale motorveje - "Ussuri" (Khabarovsk - Vladivostok), "Amur" (Chita - Khabarovsk) og "Vostok" (Khabarovsk - Nakhodka), en vej, der forbinder den regionale hovedstad med Komsomolsk-on-Amur, såvel som steder af territoriet for den fremmende socioøkonomiske udvikling (SAD)
Indeholder:
| 1. Amur oblast 2. Jødiske autonome oblast 3. Kamchatka kraj 4. Khabarovsk kraj 5. Magadan oblast 5a. Chukotka autonom okrug 6. Sakha 7. Sakhalin oblast 8. Primorskij kraj |

Distriktet omfatter samme område som Fjernøstlige økonomiske region.